# 南港轉運站興建營運移轉案
南港轉運站興建營運移轉案，又稱南港轉運站BOT案，南港轉運站為東區門戶計畫區最重要的交通樞紐，由臺北市公共運輸處負此案，是將臺北市南港區南港轉運站相關交通建築設施，進行委外BOT興建與營運的招標案。

## 基地條件及現況
- 南港轉運站西站：已於2017年4月18日正式啟用[1]，暫時委託國光客運營運[2]。
- 南港轉運站東站：於2020年10月20日由新光人壽取得最優申請人，目前已動工[3]，預計2025年12月完工。
- 南港轉運站商三站：尚待都更[4]。

## 招標內容
1. 新建南港轉運站東站，並負責營運東站與東站的附屬事業（BOT）。
2. 營運南港轉運站西站（OT）。
3. 營運南港轉運站商三站（OT）。
4. 契約期間共計50年[2]。

## 工程爭議
2020年，南港轉運站東站由新光人壽動工，預計2025年12月完工。2024年5月，台北市議員游淑慧發現東站工程進度為34.7%，落後表定工程的50%、台北市公共運輸處的查核紀錄也有問題。台北市公共運輸則認為進度符合預期。台北市議員林延鳳也以「擺爛」一詞，批評新光人壽在工程中的應對作為。
2024年9月，林延鳳指責南港轉運站BOT案招商時，北市府除了修改南港轉運站招商條件外，新光人壽副總經理吳欣盈也開始擔任民眾黨公職，有利益衝突之嫌。10月，游淑慧發現工程延宕時，圍籬出現招租訊息，於是在議會質疑該招租合法性。

## 外部連結
- 臺北市南港轉運站興建營運移轉案 - 財政部推動促參司 （页面存档备份，存于）
- 臺北市政府（页面存档备份，存于）